# Jean Luc Rosat
Jean Luc „Suíço“ Rosat (* 6. September 1953 in Montevideo, Uruguay; † 2. April 2021 in Rio de Janeiro) war ein brasilianischer Volleyballspieler.

## Karriere
Jean Luc Rosat spielte auf Vereinsebene für AABB, Botafogo FR, den Clube Israelita Brasileiro und die ADC Bradesco Atlântica.
Mit der Brasilianischen Nationalmannschaft nahm er an den Olympischen Spielen 1976 und 1980 teil und gewann mit dieser bei den Panamerikanischen Spielen 1975 die Silbermedaille.
Rosat war verheiratet und hatte zwei Kinder. Am 2. April 2021 starb Rosat während der COVID-19-Pandemie an den Folgen einer SARS-CoV-2-Infektion.